# Christian Brand (Manager)
Christian Brand (* 5. Oktober 1949 in Dortmund) ist ein deutscher Bankmanager und Aufsichtsratsvorsitzender der Landesbank Baden-Württemberg (LBBW). Er war vom 1. Januar 2001 bis 30. Juni 2014 Vorsitzender des Vorstands der L-Bank.

## Leben
Nach dem Abitur und der Ausbildung zum Bankkaufmann bei der Westfalenbank studierte er bis 1977 Wirtschaftswissenschaften an der Universität Augsburg. Bis 1992 arbeitete er im Kreditgeschäft und im Kapitalmarktgeschäft bei der WestLB, Orion Royal Bank und bei J.P. Morgan in Düsseldorf, London und Frankfurt.
1993 wurde er zum stellvertretenden Vorstandsvorsitzenden der Landeskreditbank Baden-Württemberg gewählt. Bei der Ausgliederung des Marktteils aus der Landeskreditbank und der Fusion zur Landesbank Baden-Württemberg zum 1. Januar 1999 war Brand laut Pressemitteilungen als Vorstandsmitglied der Landesbank vorgesehen. Er blieb jedoch beim Förderteil der Landeskreditbank, der mit Wirkung vom 1. Dezember 1998 auf die neu errichtete L-Bank übertragen worden war. Vom 1. Januar 2001 bis zum 30. Juni 2014 hatte Christian Brand die Position des Vorsitzenden des Vorstands inne. Von Juni 2009 bis Juni 2013 war Christian Brand Präsident des Bundesverbands Öffentlicher Banken Deutschlands (VÖB). Im Mai 2015 schlug die Hauptversammlung der Landesbank Baden-Württemberg Brand als Nachfolger von Hans Wagener als neuen Aufsichtsratsvorsitzenden der Bank vor. Bis 2016 saß er zudem im Aufsichtsrat der Wüstenrot & Württembergischen.
2014 wurde Brand durch den baden-württembergischen Finanz- und Wirtschaftsminister Nils Schmid mit der Wirtschaftsmedaille des Landes Baden-Württemberg ausgezeichnet.

## Weblink
- l-bank.de: Porträt Christian Brand (Memento vom 6. Februar 2013 im Webarchiv archive.today)